# Здание Конфедерации
Здание Конфедерации (англ. Confederation Building, фр. Édifice de la Confédération) — здание в стиле неоготики в центре Оттавы, столицы Канады. Располагается к западу от здания Парламента Канады на углу Бэнк-стрит и Веллингтон-стрит, обычно считается частью Парламентского холма.
Изначально участок земли, где сейчас располагаются Здание Конфедерации и Верховный суд Канады, был застроен жилыми домами и магазинами. Правительство экспроприировало участок для сооружения правительственных зданий. Спроектировал здание архитектор Кларенс Бёрритт, а сооружение продолжалось 4 года, с 1927 по 1931 г.
Изначально в здании располагались ряд департаментов правительства, из которых крупнейшим было Министерство сельского хозяйства и продовольствия Канады. В настоящее время в здании располагаются как правительственные учреждения, так и кабинеты депутатов парламента, прежде всего консерваторов. Обсуждается возможность застройки пустого пространства между данным зданием и Дворцом правосудия.